# Хустянковский сельский совет (Бурынский район)
Хустянковский сельский совет (укр. Хустянська сільська рада) — входит в состав
Бурынского района
Сумской области
Украины.
Административный центр сельского совета находится в 
с. Хустянка
.

## Населённые пункты совета
- с. Хустянка
- с. Харченки
- с. Шкуматово
- с. Яровое

## Ликвидированные населённые пункты совета
- с. Малиев